# Martin Šulek
Martin Šulek (Trenčín, 15 gennaio 1998) è un calciatore slovacco, difensore dello Spartak Trnava.

## Carriera

### Club
Gioca dall'inizio della sua carriera nell'AS Trenčín, squadra della sua città natale, con cui debutta in prima squadra il 20 settembre 2015, giocando titolare nello 0-0 di campionato sul campo dello Slovan Bratislava. Il 13 maggio 2016 realizza la sua prima rete, portando sull'1-0 la sua squadra al 12' della sfida interna di Superliga contro lo Žilina, vinta per 5-2. Alla prima stagione da professionista vince campionato e coppa di Slovacchia.

### Nazionale
Inizia a giocare nelle nazionali giovanili slovacche nel 2015, quando disputa 3 partite con l'Under-17 nelle qualificazioni all'Europeo di categoria svoltosi lo stesso anno in Bulgaria. Sempre nel 2015 passa in Under-19 giocando 5 gare fino al 2016 nelle qualificazioni agli Europei U-19 2016 e 2017. L'8 gennaio 2017 debutta in nazionale maggiore, in un tour di amichevoli ad Abu Dhabi, entrando all'intervallo della sconfitta per 3-1 contro l'Uganda.

## Statistiche

### Presenze nei club
Statistiche aggiornate all'11 marzo 2017.
| Stagione        | Squadra         | Campionato      | Campionato | Campionato | Coppe nazionali | Coppe nazionali | Coppe nazionali | Coppe continentali | Coppe continentali | Coppe continentali | Altre coppe | Altre coppe | Altre coppe | Totale | Totale | Totale |
| Stagione        | Squadra         | Comp            | Pres       | Reti       | Comp            | Pres            | Reti            | Comp               | Pres               | Reti               | Comp        | Pres        | Reti        | Pres   | Reti   |        |
| --------------- | --------------- | --------------- | ---------- | ---------- | --------------- | --------------- | --------------- | ------------------ | ------------------ | ------------------ | ----------- | ----------- | ----------- | ------ | ------ | ------ |
| 2015-2016       | AS Trenčín      | SL              | 22         | 1          | CS              | 4               | 0               | UCL                | 0                  | 0                  | -           | -           | -           | 26     | 1      |        |
| 2016-2017       | AS Trenčín      | SL              | 18         | 0          | CS              | 2               | 0               | UCL+UEL            | 4+2                | 0                  | -           | -           | -           | 26     | 0      |        |
| Totale carriera | Totale carriera | Totale carriera | 40         | 1          |                 | 6               | 0               |                    | 6                  | 0                  |             | -           | -           | 52     | 1      |        |

### Cronologia presenze e reti in Nazionale
| Cronologia completa delle presenze e delle reti in nazionale ― Slovacchia | Cronologia completa delle presenze e delle reti in nazionale ― Slovacchia | Cronologia completa delle presenze e delle reti in nazionale ― Slovacchia | Cronologia completa delle presenze e delle reti in nazionale ― Slovacchia | Cronologia completa delle presenze e delle reti in nazionale ― Slovacchia | Cronologia completa delle presenze e delle reti in nazionale ― Slovacchia | Cronologia completa delle presenze e delle reti in nazionale ― Slovacchia | Cronologia completa delle presenze e delle reti in nazionale ― Slovacchia |
| Data                                                                      | Città                                                                     | In casa                                                                   | Risultato                                                                 | Ospiti                                                                    | Competizione                                                              | Reti                                                                      | Note                                                                      |
| ------------------------------------------------------------------------- | ------------------------------------------------------------------------- | ------------------------------------------------------------------------- | ------------------------------------------------------------------------- | ------------------------------------------------------------------------- | ------------------------------------------------------------------------- | ------------------------------------------------------------------------- | ------------------------------------------------------------------------- |
| 8-1-2017                                                                  | Abu Dhabi                                                                 | Slovacchia                                                                | 1 – 3                                                                     | Uganda                                                                    | Amichevole                                                                | -                                                                         | 46’                                                                       |
| 12-1-2017                                                                 | Abu Dhabi                                                                 | Svezia                                                                    | 6 – 0                                                                     | Slovacchia                                                                | Amichevole                                                                | -                                                                         |                                                                           |
| Totale                                                                    |                                                                           | Presenze                                                                  | 2                                                                         |                                                                           | Reti                                                                      | 0                                                                         |                                                                           |

## Palmarès

### Club

#### Competizioni nazionali
- Campionato slovacco: 1

AS Trenčín: 2015-2016
- Coppa di Slovacchia: 2

AS Trenčín: 2015-2016
Spartak Trnava: 2024-2025